# Vesta Tilley
Vesta Tilley, pseudonimo di Matilda Alice Powles (Worcester, 13 maggio 1864 – Londra, 16 settembre 1952), è stata una cantante e attrice teatrale britannica.
Scelse il suo pseudonimo all'età di 11 anni e divenne una delle più famose imitatrici maschili della sua epoca. Per oltre trent'anni è stata una stella della commedia leggera, sia in Gran Bretagna che negli Stati Uniti

## Infanzia
Tilley nacque a Commandery Street, Worcester, Worcestershire nel 1864, seconda dei tredici figli di William Henry Powles e Matilda (nata Broughton). Suo padre, noto come Harry Ball, era un commediante, un cantautore e direttore di una sala da musica; con il suo incoraggiamento, Tilley apparve per la prima volta sul palco all'età di tre anni e mezzo. All'età di sei anni interpretò il suo primo ruolo, in abbigliamento maschile, pubblicizzato come "The Pocket Sims Reeves", un riferimento all' allora famoso cantante d'opera. Nel corso dello spettacolo eseguiva canzoni dal suo repertorio, un modo per aumentare l'illusione. Preferiva ruoli maschili in esclusiva e a tal proposito dichiarò: "sentivo di potermi esprimere meglio essendo vestita da ragazzo".
Sotto la direzione di suo padre, Vesta viaggiò in lungo e in largo nelle "province", come le città britanniche al di fuori di Londra erano conosciute. Mentre appariva sul palco della St George's Hall a Nottingham più frequentemente - suo padre era il presidente della sala - si esibiva anche in altre città come Birmingham, Hull, Leicester, Derby e Liverpool. All'età di 11 anni, il suo stipendio sosteneva anche i suoi genitori ed i fratelli. 
Il primo decennio della sua carriera la vide molto spesso nominata come "il grande piccolo Tilley". Tuttavia l'ambiguità derivante dal suo vero nome stava causando problemi al pubblico e così lei e il suo padre manager furono invitati a trovarne uno più adatto. Fu quindi nominata Vesta Tilley per la prima volta nell'aprile 1878, quando si esibì alla Royal Music Hall di Holborn a Londra. "Vesta" si riferiva sia alla dea romana del focolare e della casa, sia al nome di una marca di fiammiferi; "Tilley", un diminutivo di Matilda, era quello con il quale veniva chiamava da bambina.

## Repertorio e spettacoli

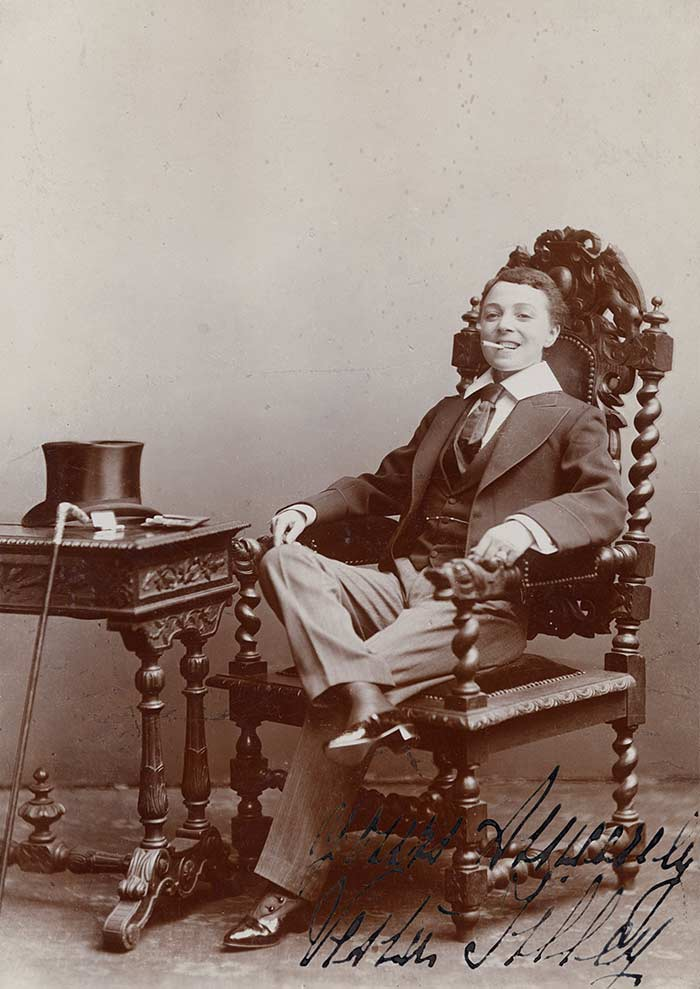
Vesta Tilley come un giovane damerino

Nei primi tempi Vesta eseguì le canzoni di Sims Reeves e canzoni scritte per lei da suo padre. Queste includevano pezzi sentimentali come Poor Jo, in cui recitava il personaggio di una bambina di un orfanotrofio. Seguiranno altre canzoni sentimentali, come Squeeze Her Gently, The Pet of Rotten Row e Strolling with Nancy, canzoni rese famose da Reeves.
Crescendo, seguì le orme di altre imitatrici maschili, mettendo in scena canzoni in cui ritraeva giovani uomini che si comportavano in modo imbarazzante o cattivo. Tra questi personaggi c'era il titolare di "Burlington Bertie" e un impiegato in vacanza al mare (The Seaside Sultan). Gli spettacoli erano intesi per essere comici e permisero al pubblico di ridere dell'ego gonfiato di questi personaggi. Altrettanto comico fu il gioco sulla sua identità di donna e il soggetto di molte delle sue canzoni. When the right girl comes along, Following in Father's Footsteps, I'm the Idol of the Girls e It's Part of a Policeman's Duty ne sono alcuni esempi.
Oltre ai ragazzi che si comportavano male, interpretò un certo numero di personaggi militari (in particolare soldati durante la guerra boera e la prima guerra mondiale), ecclesiasti, fattorini, poliziotti, marinai, giovani uomini in abiti sportivi, con i colletti rigidi, in abiti da giorno con gilet fantasia, in abiti da sera con cravatta bianca con top hat, guanti e cagnolino.
Recitò anche il ruolo di ragazzo principale(Principal boy) in una serie di pantomime e interpretò il ruolo di "Pertiboy" in Beauty and the Beast al Birmingham Theatre Royal durante la stagione 1881-82; più tardi apparve lì nel 1885-1886 nel ruolo principale di "Robinson Crusoe". Fu conosciuta soprattutto per il suo ruolo nell'omonimo Dick Whittington, un ruolo che riprese durante la sua carriera. In particolare, apparve anche nella pantomima di Drury Lane per la produzione della stagione 1882-83 di Sinbad (nel ruolo di Captain Tra-la-la) e della produzione della stagione 1890-91 di Beauty and the Beast dove interpretò il principe.

## Celebrità
Molto professionale, trascorreva mesi a preparare i nuovi personaggi che voleva rappresentare sul palco. Questi ruoli avevano un aspetto un po' beffardo, aumentando la sua popolarità tra gli uomini della classe operaia del suo pubblico, ma soprattutto tra le donne, che la vedevano come un simbolo di indipendenza. I resoconti dei giornali delle sue esibizioni sottolinearono quanto fosse popolare in tutto il paese, attirando folle di persone in Inghilterra, Scozia, Irlanda, Isola di Man e Galles. Spesso, le persone venivano allontanate dal teatro poiché tutto lo spazio, incluso il posto in piedi, era stato assegnato. In alcuni casi, i proprietari del teatro erano "obbligati" ad aumentare i prezzi dei biglietti per la sua settimana nel loro teatro. Dato che all'epoca i prezzi dei biglietti venivano fissati indipendentemente dagli artisti che arrivavano quella settimana, la capacità di Tilley di ottenere biglietti a basso prezzo, anche quando i prezzi venivano aumentati, indicava la sua immensa popolarità.
Come celebrata star del vaudeville, nel 1906 posò la prima pietra del Camberwell Empire e del Sunderland Empire Theatre, che sopravvisse e ospitò un bar in suo onore dall'altra parte della strada rispetto alla sede.
La sua carriera raggiunse anche gli Stati Uniti, e nel 1912 si esibì alla prima Royal Variety Performance come The Piccadilly Johnny with the Little Glass Eye: "Il giovane più perfettamente vestito della casa".

## Lavoro in tempo di guerra

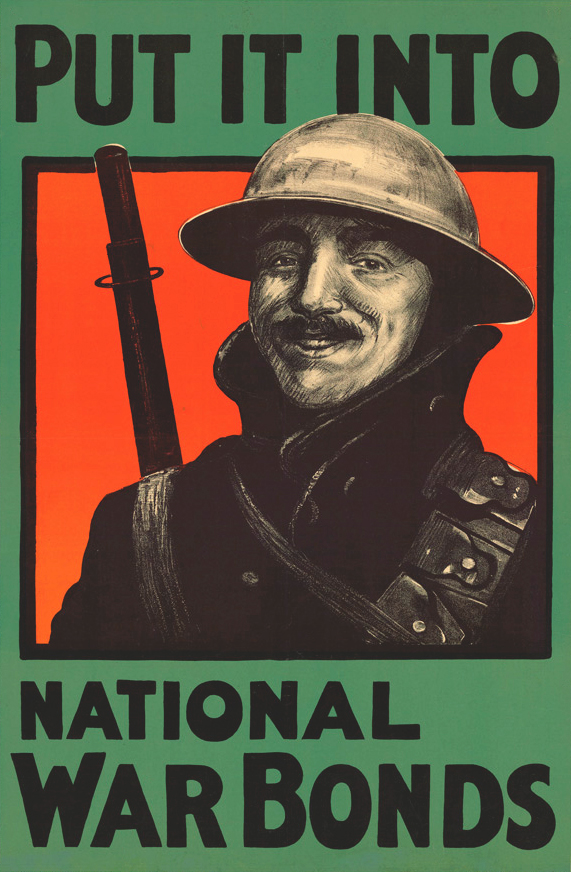
Titolo di guerra Put It Into

La popolarità di Tilley continuò durante la prima guerra mondiale, quando lei e suo marito gestirono una campagna di reclutamento militare, così come molte altre stelle della musica. Nei panni di personaggi come "Tommy in the Trench" e "Jack Tar Home from Sea", Tilley eseguì canzoni come The Army of Today's All Right e Jolly Good Luck to the Girl who Loves a Soldier'. È così che ottenne il soprannome di "miglior sergente di reclutamento della Gran Bretagna"; ai giovani a volte veniva chiesto di unirsi all'esercito sul palco durante il suo spettacolo.

Cantando la canzone I've got a bit of a blighty one si prese perfino il rischio di essere controversa; la canzone parlava di un soldato felice di essere stato ferito perché questo gli permetteva di tornare in  Gran Bretagna e di allontanarsi da campi di battaglia estremamente pericolosi: 
(Blighty,)
 Tilley si esibì anche negli ospedali e vendette titoli di guerra.

## Cross-dressing
C'erano un certo numero di altre stelle al tempo che erano donne travestite da uomini, tra cui Bessie Bellwood, Ella Shields, Hetty King, Millie Hylton e Fanny Robina. Una volta che divenne un nome familiare, Tilley fece uno sforzo per sottolineare la sua femminilità fuori dal palco, per proteggersi dalle critiche e permetterle di continuare a spingere i confini della sua carriera. Indossava le ultime mode fuori dal palcoscenico, vestita in modo glamour con pellicce e gioielli, come si conveniva al suo ruolo. Un altro modo in cui rafforzò la sua femminilità fu il suo continuo coinvolgimento con le organizzazioni benefiche per bambini nelle città in cui si è esibita.

## Ritiro
Il tour di addio di Vesta durò un anno, tra il 1919 e il 1920. Tutto il ricavato venne devoluto a un ente benefico locale nella città in cui si erano svolte le esibizioni. Fece la sua ultima apparizione al Coliseum Theatre di Londra, all'età di 56 anni. Nel momento dell'abbandono del palco, uno dei motivi principali che fornì fu che suo marito voleva diventare un parlamentare, e la sua professione non era abbastanza rispettabile per un tale ambiente. Per il resto della sua vita visse come Lady de Frece, trasferendosi a Monte Carlo con il marito al suo ritiro dalla politica.

## Vita personale

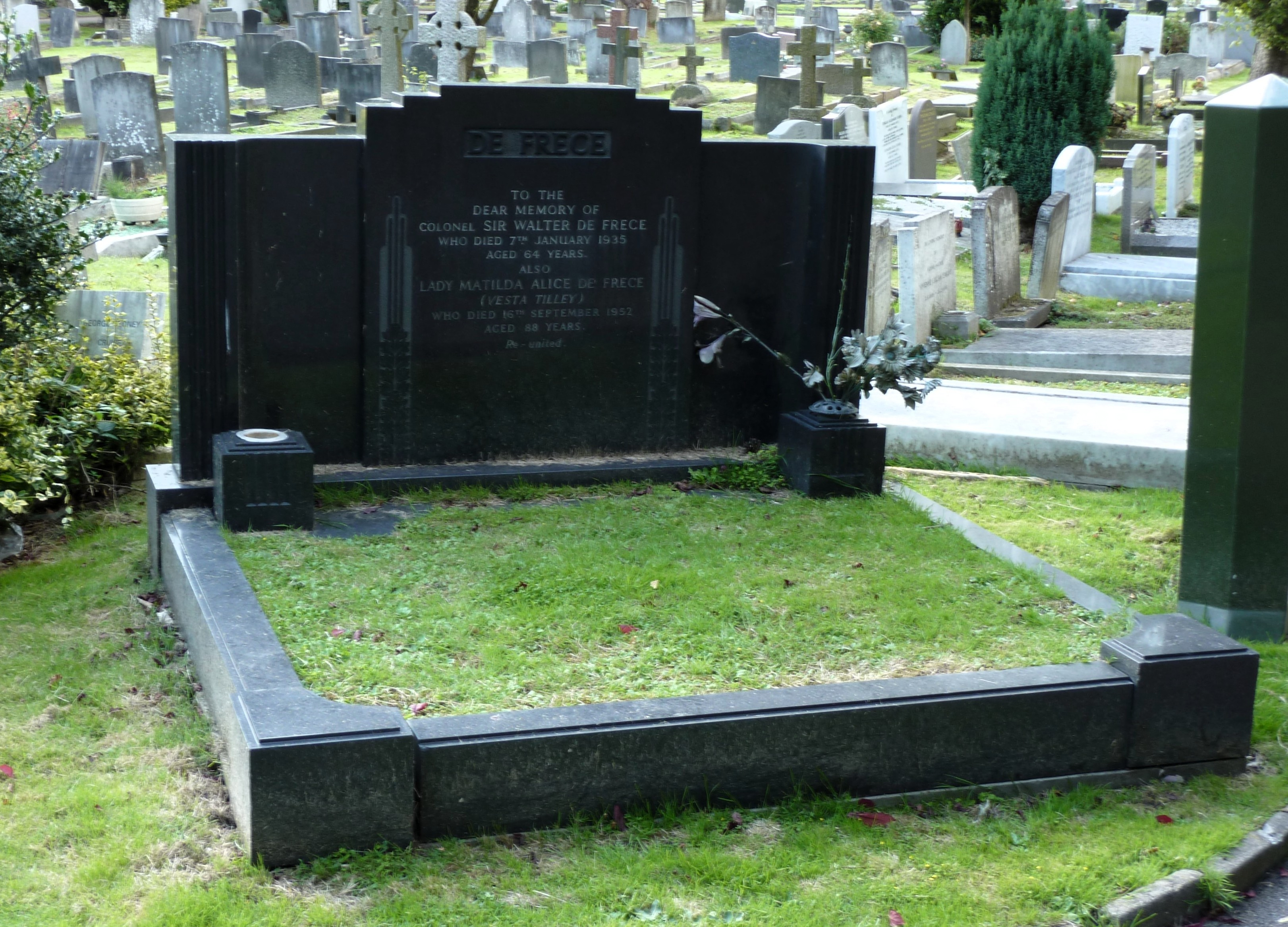
Tomba di Vesta Tilley e suo marito Walter de Frece al cimitero di Putney Vale, Londra nel 2014

Sposò Walter de Frece, il compositore di gran parte delle sue canzoni e impresario teatrale all'Ufficio del Registro di Brixton, a sud di Londra, il 16 agosto 1890.
Suo marito fu nominato cavaliere nel 1919 per i propri servizi durante la guerra, e nel 1920 venne eletto deputato conservatore per Ashton-under-Lyne e poi per Blackpool. La fama della moglie, che diventò Lady de Frece, portò ulteriore voti.
La sua autobiografia, Recollections of Vesta Tilley, fu pubblicata nel 1934. Vesta Tilley morì a Londra nel 1952, all'età di 88 anni. È sepolta accanto al marito nel cimitero di Putney Vale, dove un monumento in granito nero segna il punto.